# Michael Brandt
Michael Brandt, född 27 juni 1976, är en modern femkampare tävlande för Saltsjöbadens IF.
Michael Brandt tog silver i VM (Lag) 2001, brons (lag) 2000 och han deltog i modern femkamp vid olympiska sommarspelen 2000 där han kom på 12:e plats.
Brant har tagit flera medaljer i Svenska mästerskap, bland annat sju guld (individuellt) 1999, 2003, 2004, 2005, 2007, 2010 och 2012 samt silver (individuellt) 2008.